# 로스 아뇨스 파산
《로스 아뇨스 파산》(스페인어: Los años pasan)은 1985년 방영된 멕시코의 텔레노벨라이다.